# Gioia dei Marsi
Gioia dei Marsi é uma comuna italiana da região dos Abruzos, província de Áquila, com cerca de 2 284 habitantes. Estende-se por uma área de 63 km², tendo uma densidade populacional de 36 hab/km². Faz fronteira com Bisegna, Lecce nei Marsi, Ortona dei Marsi, Ortucchio, Pescasseroli, Pescina.

## Demografia
| Variação demográfica do município entre 1861 e 2011                               |
|                                                                                   |
| Fonte: Istituto Nazionale di Statistica (ISTAT) - Elaboração gráfica da Wikipedia |